# Tetraleurodes cruzi
Tetraleurodes cruzi là một loài côn trùng cánh nửa trong họ Aleyrodidae, phân họ Aleyrodinae.
Tetraleurodes cruzi được Cassino miêu tả khoa học đầu tiên năm 1991.